# Álvaro Martins Homem
Álvaro Martins Homem (n. región de Beira, Reino de Portugal, ca. 1430 – Praia de la isla Terceira, Azores, diciembre de 1482) era un fidalgo, marino, militar y explorador portugués que fuera nombrado segundo capitán donatario provisional de la isla Terceira desde 1466, en el archipiélago de las Azores, y fuera recién confirmado en 1474 pero solo de la parte oriental insular con el título de capitán donatario de Praia. Fue el fundador del pueblo de Angra en 1460, el cual sería elevado a villa en 1480.

## Biografía hasta la fundación de Angra

### Origen familiar y primeros años
Álvaro Martins Homem había nacido hacia 1430 en alguna parte de la región de Beira del Reino de Portugal, siendo hijo de Heitor Nunes Homem (n. Portugal, ca. 1390) y de Beatriz Álvares da Costa (n. Guimarães, Portugal, ca. 1405) y nieto de João Anes Homem (n. Portugal, ca. 1350) y de Beatriz Pereira (n. ib., ca. 1355). Muy probablemente tenía parentesco con el caballero Pedro Homem da Costa (n. Portugal, ca. 1390) quien fuera nombrado en la semilegendaria historia de Los Doce de Inglaterra durante el reinado de Juan I de Portugal.
Tuvo tres hermanos, siendo uno de estos, Heitor Álvares Homem (n. región de Beira, Portugal, ca. 1440 - isla Terceira, 1528) que mandó construir un año antes de fallecer la ermita de «Nuestra Señora de Vida» o «del Socorro», en el lugar que actualmente corresponde a la parroquia de Vila Nova, y se había casado con Beatriz Afonso da Costa (n. isla Madeira, ca. 1450), cuyo padre era Afonso Anes da Costa (n. Portugal, ca. 1410) y el abuelo era João Anes da Costa (n. ib., ca. 1380), para tener dos hijos llamados João Homem da Costa (n. isla Terceira, ca. 1470), fundador de la ermita de «Nuestra Señora de Guadalupe» del sitio de Agualva, y Pedro Homem da Costa  (n. Terceira, ca. 1472), que enlazado con Beatriz Colombeiro concebirían a Heitor Homem da Costa Colombeiro.
Los otros dos hermanos eran João Vaz Homem (n. Beira de Portugal, ca. 1442) que se enlazó con Catarina Francisca da Costa, y João Álvares Homem (n. ib., ca. 1444) que se matrimonió dos veces, en primeras nupcias con Ana Luiz da Costa y la segunda vez con Isabel Valadão Homem, una hija de João Valadão Homem.

### Viaje a las islas Azores con Bruges
Pasó a la entonces «ilha de Jesús Cristo» en el archipiélago de las Azores en tiempos que el noble flamenco Jácome de Bruges la recibiera en 1450 del infante Enrique de Portugal "el Navegante", I duque de Viseu, con el título de primer capitán donatario de la isla Terceira. Este se había casado con Sancha Rodrigues de Arce quien fuera una dama de Beatriz de Portugal.
El donatario Bruges formó la primera cámara —un órgano judicial y administrativo— con unos fidalgos destacados llevados desde Portugal, siendo estos, Diogo de Teive, João Coelho, João da Ponte, João Bernardes y João Leonardes "O Novo", y funcionó en lo que pasó a llamarse «Canto da Câmara» en el actual Porto Martins.
Bruges también hizo construir la «ermita de Santa Ana» en lo que se llamó «Ribeira de Frei João» que es la actual Vila de São Sebastião, y por último, hizo erigir la «iglesia de Santa Cruz» en Praia.

### Fundador del poblado de Angra
Bajo el mandato de Bruges, Álvaro Martins Homem construyó en 1460 en la orilla del río Angra para su residencia el «Castillo de los Moinhos» dando origen a un nuevo poblado que llamó Angra.

## Gobernador donatario de Terceira y de Praia, y deceso

### Capitán donatario interino de la isla de Terceira
En el año 1466, Álvaro Martins Homem debió ocupar el cargo de gobernador donatario provisional de la isla Terceira, por suceder a Jácome de Bruges que había tenido que viajar a la península ibérica luego de recibir una falsa carta de herencia que requería comparecencia, y que fuera presuntamente entregada por el oidor Diogo de Teive que había pasado de las islas Madeira a la isla Terceira a pedido de Bruges, y quien desaparecería en circunstancias misteriosas años después en alta mar volviendo de Portugal.

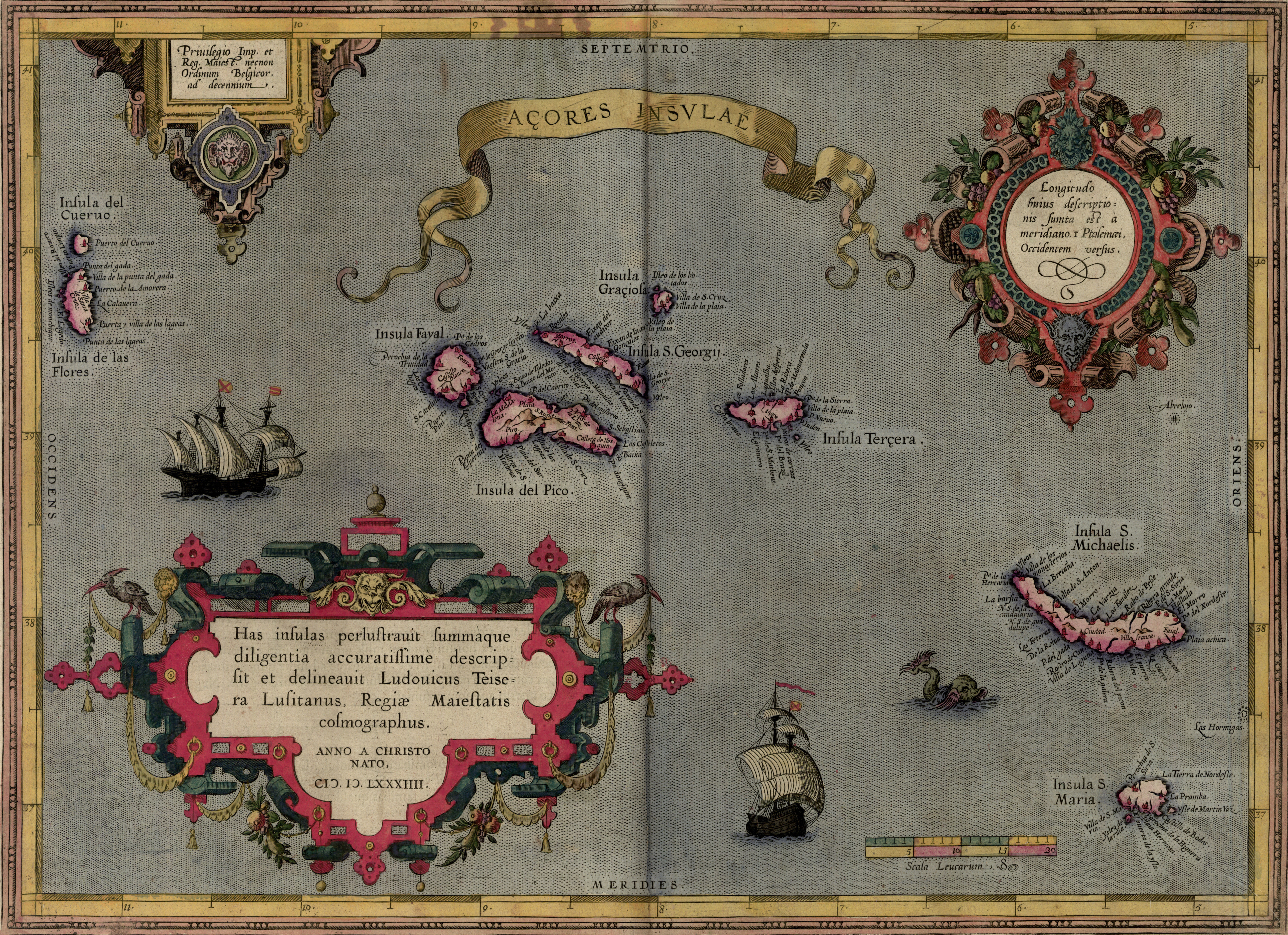
Archipiélago de las Azores con la isla Terceira.

La viuda de este le inició a aquel una querella ante el rey y fue encarcelado en Portugal, pero el hidalgo Diogo de Teive falleció inocente al poco tiempo, antes de emitirse una sentencia por faltas de pruebas.
Álvaro tuvo que esperar la confirmación real que se demoró por el largo pleito que iniciara el yerno Duarte Paim (Lisboa ca. 1435 - ib., 21 de mayo de 1499), un fidalgo y comendador de la Orden de Santiago —que era un hijo de Valentine Paim y de su esposa Beatriz Vaz de Badilho, y por tanto, nieto paterno del inglés Thomas Allen Payne quien había sido tesorero y asesor de la noble compatriota Felipa de Lancaster, reina consorte de Portugal desde 1387 hasta 1415— por haberse casado con la presunta sucesora Antónia Dias de Arce e Bruges, ya que reivindicaba la capitanía para sí.
Martins Homem como buen navegante marítimo viajó ampliamente por el océano Atlántico, y por mandato real junto al otro marino João Vaz Corte Real, fueron enviados en una expedición conjunta en 1472 con escandinavos, y quienes regresarían con el nuevo descubrimiento de la «Terra do Bacalhau» —más allá de la mítica isla Antillia— que se supone fueran las costas de Groenlandia, península del Labrador y la isla de Terranova, aunque no esté documentalmente probado.

### Confirmación real como gobernador titular
Al ser Martins Homem un hidalgo de la Casa de la infanta Beatriz de Portugal quien fuera la madre de Diogo I, duque de Beja y de Viseu, recién lo confirmó como donatario mediante carta del 17 de febrero de 1474, lo que provocó un nuevo pleito entre este y Vaz Corte Real por no haber llegado la suya. La carta de confirmación de Ruy Gonçalves da Câmara como capitán donatario de la isla de São Miguel fue hecha en Évora por la infanta Beatriz el 10 de marzo del mismo año.

### Gobernador donatario de la capitanía de Praia

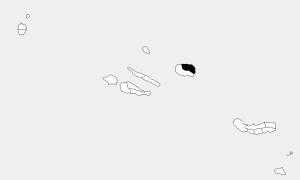
La capitanía de Praia en la isla Terceira de las Azores.

El 2 de abril del mismo año la infanta citada dividía la capitanía de la isla Terceira en dos, permaneciendo Álvaro Martins Homem en la parte oriental de la isla con el título de primer donatario de la capitanía de Praia.
La parte occidental de la ínsula que llamaron capitanía de Angra pasó a João Vaz Corte Real, al cual también se le adjudicaría la vecina capitanía de la isla de São Jorge —que fuera confirmada por carta del 4 de mayo de 1483— por haber sido portero mayor de Fernando de Portugal, duque de Viseu.
Con la indemnización que recibió de Vaz Corte Real por las casas y molinos que quedaron bajo su jurisdicción, hizo construir ocho molinos en Agualva y tres en Quatro Ribeiras, además de varias iglesias. Logró que Praia fuera elevada a la categoría de villa en 1480 y para defenderla mejor de posibles ataques, le hizo construir una muralla, además de once fuertes en la bahía de Praia.
En la misma época Afonso Gonçalves Baldaia, uno de los primeros pobladores de la isla, donó su casa de Angra para que se convirtiera en el Convento de São Francisco, y más tarde hizo lo mismo en Praia.

### Fallecimiento y sucesión de la capitanía
El gobernador donatario Álvaro Martins Homem falleció en la villa de Praia en diciembre de 1482. Fue sucedido por su hijo Antão Martins Homem, y la primera confirmación llegó el 26 de marzo de 1483. Por iniciativa de su esposa Catarina de Ornelas fue fundado el «Monasterio de la Luz» entre 1483 y 1490.
El nieto del primer donatario de Terceira, por ser hijo de los ya citados Duarte Paim y Antónia Rodrígues de Arce Bruges, que se llamaba Diogo Paim continuó con el pleito judicial en 1499, luego del fallecimiento de su padre, pero por falta de documentación sería excluido en la sucesión de la capitanía.

## Matrimonio y descendencia
El fidalgo Álvaro Martins Homem se unió en matrimonio hacia 1461 con Ignes Martins Cardoso (n. ca. 1445), una hermana de Henrique Cardoso (n. ca. 1450), que se casó con Beatriz Afonso Homem, de Antão Martins Cardoso con Aldonça de Almeida y de João Vaz Cardoso (n. ca. 1455) enlazado con Andresa Roys Rebelo, siendo los cuatro, hijos de Martín Anes Cardoso "el Pequeñito" (n. ca. 1425), hidalgo de la casa de los Infantes, nietos de João Vaz Cardoso (n. ca. 1405) y de su esposa María Nunes Faria, y bisnietos de Luis Vaz Cardoso de Meneses (n. ca. 1385), VII señor de la Honra de Cardoso desde 1430, y de su cónyuge Leonor de Vasconcelos.
Fruto del enlace de Álvaro e Inés Martínez Cardoso hubo por lo menos un hijo:
- Antão Martins Homem[21][22][24][27][28] (n. ca. 1462 - Praia, e/ el 21 de mayo de 1530 y el 5 de diciembre de 1531), II capitán donatario de Praia[4][21][24][27][28] desde el 26 de marzo[21][24] de 1483,[4][21][24] y en el mismo año[24] se unió en matrimonio con Isabel d'Ornelas da Câmara[21][22][24][27][28] (Praia,[22] ca. 1466 - ib.,[22] después de 1500), una hermana de Branca da Câmara[23] que se casó con Diogo Paim[23] —cuyos padres eran los ya citados Antónia Dias de Arce Bruges[23] y su marido Duarte Paim[23] que pleitearan[23] la capitanía de Terceira— y ambas eran hijas de Pedro Álvares da Câmara "Pedralves"[28][29] (n. islas Madeira,[29] ca. 1436 - f. isla Terceira, 1499)[29] quien mandó a erguir antes de fallecer la «ermita de Santa Margarida»[29] en Porto Martins y que fuera concluida en 1500[29] —además de ser un sobrino de João Gonçalves Zarco,[27] I capitán donatario de Funchal desde 1450 hasta 1471 en las islas Madeira, siendo uno de sus descubridores para la Corona portuguesa en 1418— y de su esposa Catarina de Ornelas Saavedra[29] (n. ca. 1446), cuyos padres fueran Álvaro de Ornelas Vasconcelos[30][31] (n. ca. 1413 - f. costa de Guinea,[31] África occidental, antes de diciembre de 1482), I capitán donatario nominal de la isla del Pico[31] desde 1460 hasta 1482, y Elvira Fernandes de Saavedra[30] (n. ca. 1423). Hubo del matrimonio entre Antão Martins Homem e Isabel de Ornelas al menos cuatro hijos:

- Catarina da Câmara Homem (n. ca. 1487) que se unió en matrimonio con Diogo Paim, viudo de sus primeras nupcias con la ya citada tía materna Branca da Câmara y nieto materno de Jácome de Bruges, I donatario de la isla Terceira. Fruto de este enlace hubo dos hijos:

- António Paim da Câmara (n. ca. 1510 - Praia, 20 de octubre de 1573) que se enlazó con Mérita Evangelho y tuvieron a Duarte Paim da Câmara que se matrimoniaría con Bernarda de Eça Ferreira, o mal escrito como Bernarda de Sá Ferreira —una bisnieta materna por la vía masculina de fray Duarte de Eça— para concebir a António Paim da Câmara.

El imperio de Felipe II de España y Portugal en 1598, dintinguiendo el ámbito de cada Consejo territorial en el sistema polisinodial de la Monarquía Hispánica.
Territorios adscritos al Consejo de Castilla
Territorios adscritos al Consejo de Aragón
Territorios adscritos al Consejo de Portugal
Territorios adscritos al Consejo de Italia
Territorios adscritos al Consejo de Indias
----
Territorios adscritos al Consejo de Flandes
Territorios disputados con las Provincias Unidas

- Jerónimo Paim da Câmara (Praia, 1525 - ib., 4 de abril de 1594) que se casó con Isabel Lopes de Andrade Machado para concebir cinco hijos, siendo uno de ellos Francisco Paim da Câmara (Praia, ca. 1567 - ib., 24 de julio de 1643). Posteriormente les tocó vivir la crisis de sucesión en 1580, consecuentemente a la muerte sin descendientes del rey Sebastián I de Portugal y de su sucesor Enrique I, por lo que su reino fue invadido por Felipe II de España, debido a sus derechos sucesorios, ascendiendo así al trono portugués. De esta forma, Francisco Paim da Câmara, capitán mayor de las fortificaciones de Praia, se enlazó con Isabel de Sousa Neto y residirían sus últimos años en Porto Martins de la isla Terceira, y fueron padres del capitán Francisco Ornelas da Câmara (Praia, 12 de octubre de 1606 - ib., 28 de abril de 1664), que combatió desde 1630 en las invasiones neerlandesas del Brasil luso-español, y viviendo en Lisboa desde 1639, fuera enviado a reconquistar las Azores, trasformándose en un héroe de la Guerra de Restauración portuguesa por comandar desde el 27 de marzo de 1641 el sitio de un año y la consecuente rendición el 4 de marzo de 1642 de la «Fortaleza de San Juan Bautista» de la villa de Angra do Heroísmo, en donde seguían resistiendo las fuerzas españolas bajo el mando del capitán mayor Álvaro de Viveiros, y décadas después, el fidalgo Francisco de Ornelas sería nombrado por compra del territorio a la Corona lusitana como X capitán donatario de Praia desde 1663 hasta 1665, año en que lo sucedería su hijo Brás de Ornelas como penúltimo donatario hasta 1712, para revertir nuevamente a la Corona portuguesa.

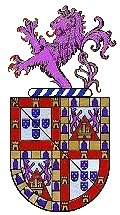
Blasón de la Casa de Noronha.

- Álvaro Martins Homem da Câmara —o bien, Álvaro II Martins Homem "Neto" o "el Nieto"— (n. ca. 1489 - Praia, 1535), fue el III capitán donatario de Praia desde el 10 de octubre de 1522 y se unió en matrimonio en la capilla del Palacio de Ribeira de Lisboa el 19 de mayo de 1519 con Beatriz de Noronha (n. islas Madeira, ca. 1499 - «Convento de Jesús» de Praia, isla Terceira de las Azores, después de 1540), una hija de Juan de Noronha (n. Sevilla, 1481) —cuyo padre Garci Enríquez de Noroña "el de Sevilla" (n. ib., 1466) era bisnieto de Beatriz de Guzmán y por ende, tataranieto de Enrique Pérez de Guzmán y Castilla de la Casa de Medina Sidonia, II conde de Niebla y V señor de Sanlúcar, y también de Alfonso Enríquez, conde de Noreña, de Gijón y señor de varios feudos— y de su esposa con quien se matrimoniara en las islas Madeira llamada Inés de Andrada Abreu Eça (n. ca. 1480), una tataranieta de Fernando de Portugal, señor de Eza, y de su única esposa Isabel de Ávalos. Del enlace entre Álvaro Martins Homem y Beatriz de Noronha hubo siete hijos, siendo dos de ellos Francisca Martins Homem de Noronha y Andrada Abreu Eça, la bisabuela de las hermanas Inés Nunes y Margarita Cabral de Melo que pasarían a la gobernación del Río de la Plata y del Paraguay durante la unión dinástica de Portugal con la Monarquía Hispánica, para residir en la ciudad de Buenos Aires en 1587 y en 1599 respectivamente, y el otro hijo era Antão Martins Homem de Noronha, IV capitán donatario de Praia y padre de su sucesora Clemência Martins Homem de Mendonça, quien sería dotada por el rey con el título de V donataria de Praia.

- Domingos Martins Homem da Càmara (n. ca. 1491) que se casó con Rosa de Macedo, una hija de José Dutra, II capitán donatario de las islas de Faial y del Pico desde 1495 hasta 1549. Posteriormente Domingos hizo pleito judicial a su sobrino Antão Martins da Câmara por la sucesión de la capitanía de Praia ya que este no tenía hijos varones y las hijas no tenían descendencia alguna, pero perdió la querella ante este último que se convirtió en el sucesor.
- Pedro Álvares da Câmara (n. ca. 1485) fue teólogo, clérigo de la iglesia matriz de Praia y canónigo de la iglesia del Santíssimo Salvador da Sé de Angra.